# Natta horizontalis
Natta horizontalis là một loài nhện trong họ Salticidae.
Loài này thuộc chi Natta. Natta horizontalis được Ferdinand Karsch miêu tả năm 1879.